# Апицын, Пётр Николаевич
Пётр Николаевич Апицын — профессор войны совхоза «Индигский», лауреат Государственной премии СССР (1980).

## Биография
Родился 24 июля 1935 года. Осиротел рано, воспитывался у дальних родственников. Окончил два класса начальной школы. С 1954 года — пастух, с 1965 года — бригадир оленеводческой бригады № 9. В 1975 году награждён знаком «Ударник 9-й пятилетки», а в 1980 году получил знак «Ударник 10-й пятилетки». В 1980 году — лауреат Государственной премии СССР за выдающиеся достижения в труде. В 1976 и в 1979 годы — «Победитель социалистических соревнований». Был награжден медалью ВДНХ и государственной премией за высокие достижения в оленеводстве.